# Рауд, Ильмар
Ильмар Рауд (эст. Ilmar Raud, 30 апреля 1913, Вильянди — 13 июля 1941, Буэнос-Айрес) — эстонский шахматист.
Победитель чемпионатов Эстонии 1934 и 1938/1939. 
В составе сборной Эстонии участник 3-х Олимпиад (1935—1939) и неофициальной Олимпиады 1936 года.
Единственный из всей эстонской сборной, который остался после Олимпиады в Южной Америке.

## Спортивные достижения
| Год  | Город        | Турнир        | + | − | = | Результат | Место |
| ---- | ------------ | ------------- | - | - | - | --------- | ----- |
| 1935 | Варшава      | 6-я Олимпиада | 4 | 4 | 7 | 7½ из 15  |       |
| 1937 | Стокгольм    | 7-я Олимпиада | 7 | 2 | 8 | 11 из 17  |       |
| 1939 | Буэнос-Айрес | 8-я Олимпиада | 7 | 5 | 5 | 7½ из 15  | 3     |